# Wolfgang Brüstle
Wolfgang Brüstle (* 12. März 1952 in Stuttgart) ist ein deutscher Geophysiker. Seine Forschungsschwerpunkte liegen in der Aufnahme und Auswertung seismischer Messungen, der Makroseismik, dem Aufbau eines Erdbebenkatalogs, und der Erstellung von Erdbebengefährdungskarten.

## Leben
Brüstle studierte Geophysik in Karlsruhe und München und promovierte 1985 in Frankfurt am Main mit einer Arbeit zur Erdbebenforschung.
1985 bis 1989 war er als Experte der Deutschen Gesellschaft für Technische Zusammenarbeit (GTZ) Dozent für Seismologie an der Universität Yogyakarta auf Java und Berater des nationalen Erdbebendienstes in Indonesien.
In einem Projekt der Deutschen Forschungsgemeinschaft (DFG) untersuchte er 1990 und 1991 mehrere Vulkane in Indonesien, Italien und Island mit seismischen Methoden.
1992 wurde er Leiter des Baden-Württembergischen Landeserdbebendienstes an der Universität Stuttgart. 1993 baute er den Landeserdbebendienst Baden-Württemberg am Geologischen Landesamt Baden-Württemberg, der Vorgängerbehörde des Landesamtes für Geologie, Rohstoffe und Bergbau (LGRB) im Regierungspräsidium Freiburg in Freiburg auf.
Brüstle war stellvertretender Vorsitzender der Deutschen Gesellschaft für Erdbebeningenieurwesen und Baudynamik (DGEB), Mitglied der Arbeitsgemeinschaft Seismologie der Forschungskollegiums Physik der Erde (FKPE) und des Deutschen Task Force Engineering Research Institutes (EERI).
Brüstle wurde 2018 pensioniert.

## Projekte
Unter seiner Leitung wurde der Landeserdbebendienst in Baden-Württemberg technisch und wissenschaftlich weiterentwickelt. So konnten zeitnah aktuelle Informationen zu Erdbeben der breiten Öffentlichkeit rasch zur Verfügung gestellt werden. Die Information und Beratung von Rettungsdiensten, Medien, Bauingenieuren, Forschungsinstituten, Bürgerinnen und Bürgern mit allen mit Erdbeben zusammenhängenden Fragen wurde dadurch stetig vorangebracht. Auch mit der Einführung einer Erdbebenmeldung wurde die Öffentlichkeit durch Mitteilung von Beobachtungen beteiligt. In enger Zusammenarbeit mit Geowissenschaftlern des LGRB wurden Karten der Erdbebenzonen Südwestdeutschlands und Erdbebengefährdungskarten erstellt. Damit sind Aussagen und Vorgaben zur Bauweise von Gebäuden und Infrastruktur in erdbebengefährdeten Gebieten möglich. Brüstle war diesbezüglich auch mit der Entwicklung von Normspektren und Untergrundklassen an der Neufassung der DIN 4149 (erdbebensicheres Bauen) beteiligt.
Bei seismischen Ereignissen war seine Öffentlichkeits- und Pressearbeit stets gefragt, er wurde daher in der Presse gerne auch als „Erdbebenpapst“ bezeichnet.
In seiner Amtszeit wurde der wichtige Internetauftritt des Landeserdbebendienstes stetig ausgebaut, 2011 bildeten die Landeserdbebendienste von Baden-Württemberg und Rheinland-Pfalz den Verbund „Erdbebendienst Südwest“, um grenzübergreifende Beobachtung und Auswertung von Erdbeben in Südwestdeutschland voranzubringen. Auch mit weiteren benachbarten Institutionen im In- und Ausland wird intensiv zusammengearbeitet.
2015 wurde in einem fachübergreifenden Projekt zur Makroseismik der Makroseismische Atlas Baden-Württemberg veröffentlicht.
Ende 2017 konnte das fünfjährige Projekt „Seismologische und geschichtswissenschaftliche Bearbeitung des Erdbebenkatalogs Baden-Württemberg von 1000 n. Chr. bis heute und datenbankkompatible Erfassung der Erdbebendaten“ erfolgreich abgeschlossen werden.